# Navire de réparation
Un navire de réparation est un navire auxiliaire de la marine conçu pour fournir un soutien de maintenance aux navires de guerre. Au même titre que le navire ravitailleur, le ravitailleur de sous-marins, le transport d'hydravions ou le navire-dépôt, le navire de réparation appuie la marine en offrant divers services, y compris du matériel et du personnel, pour la réparation de pannes de machines ou de dommages de combat plus importants.

## Marine nationale (France)

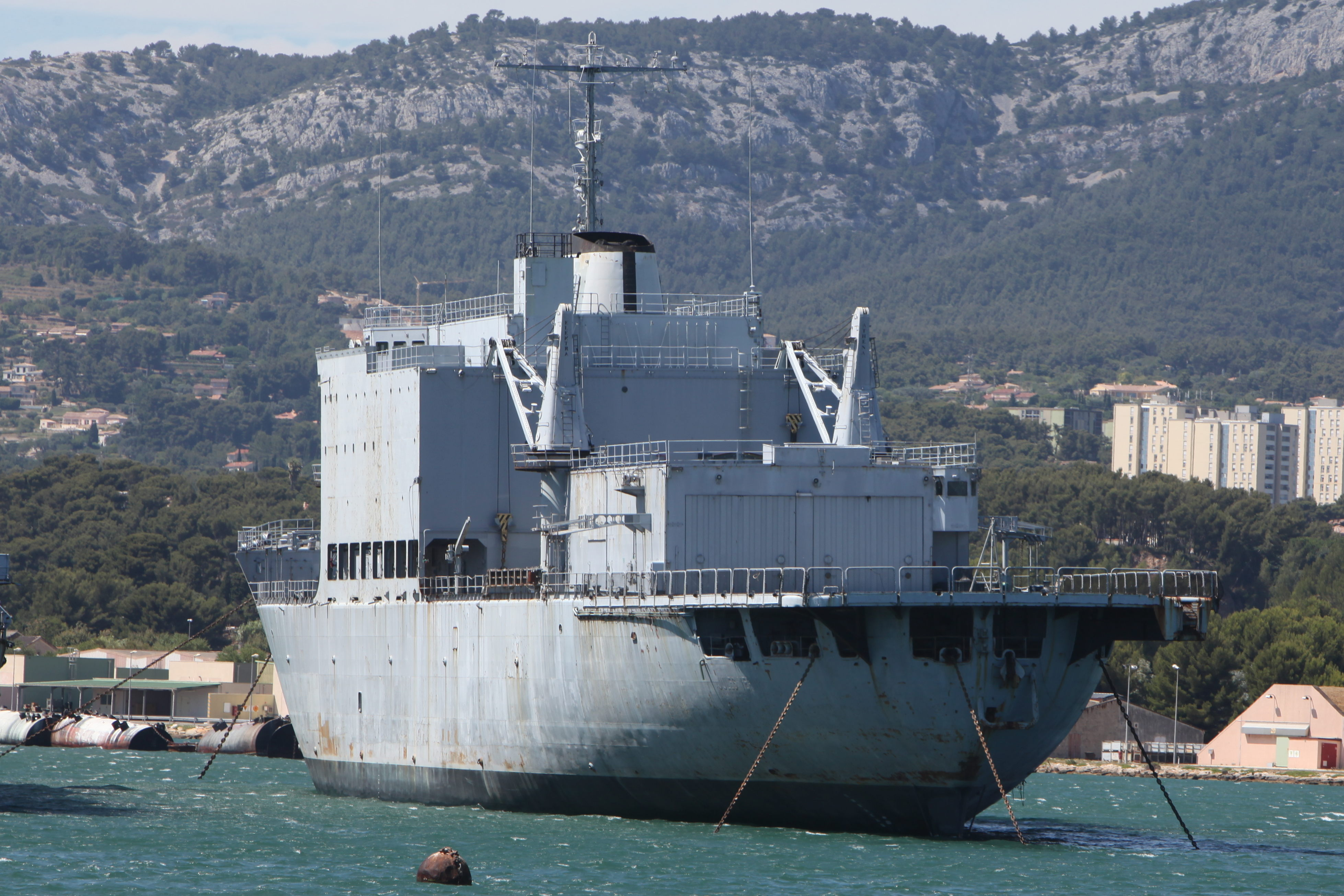
Le Jules-Verne désarmé à Toulon en 2011.

À l'origine appelé Achéron, le Jules Verne était destiné à être un navire transporteur de munitions. Sa construction débute à Brest en 1969 mais elle est arrêtée et restera à l'état de coque pendant trois ans. En 1973, il est décidé de le transformer en bâtiment atelier polyvalent et de le renommer. Il est admis au service actif en 1976 et il en est retiré en 2009.
- Bâtiment atelier polyvalent (BAP) Jules Verne

## United States Navy

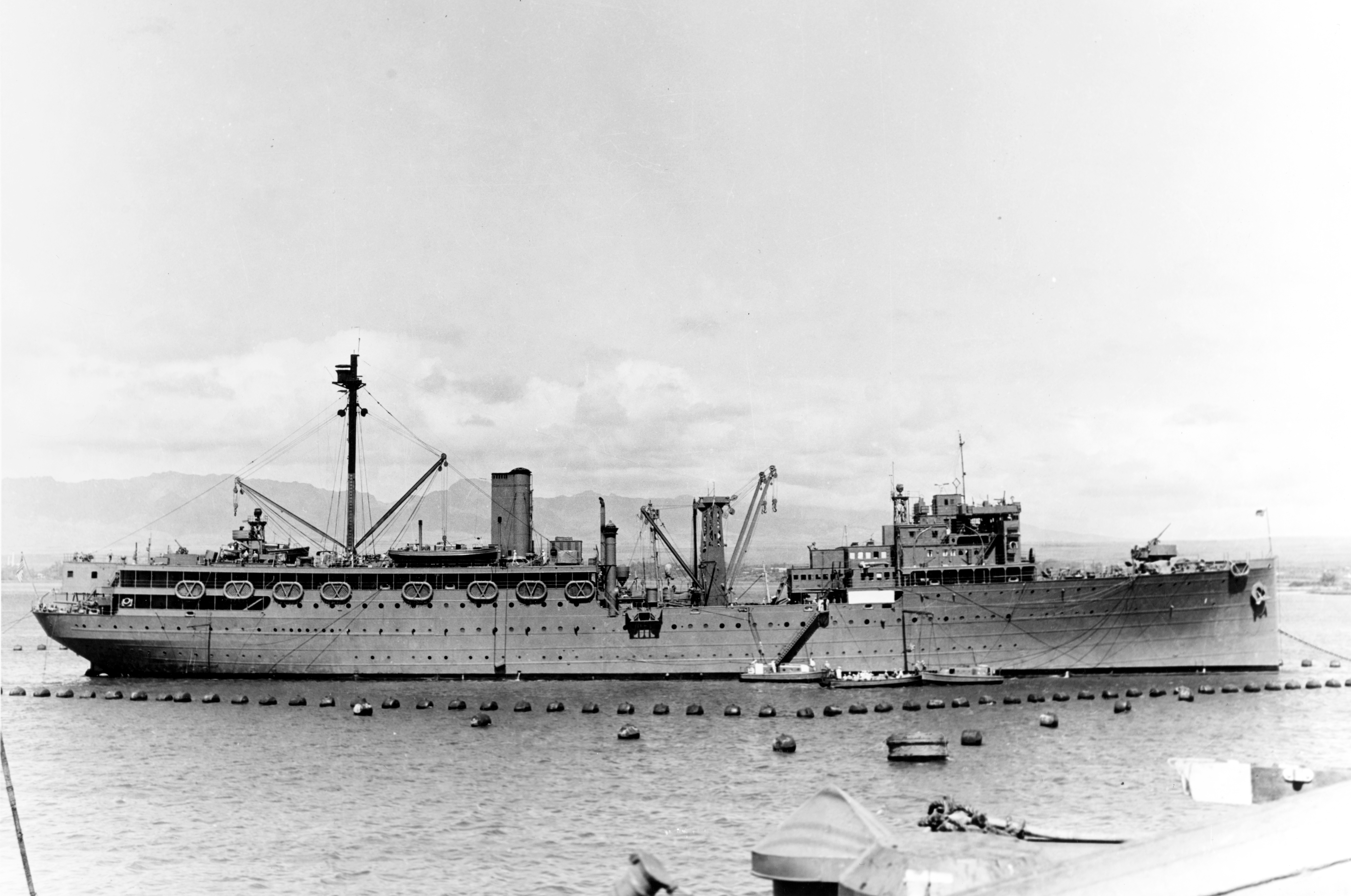
L' est le premier navire de la marine des États-Unis construit comme navire de réparation.

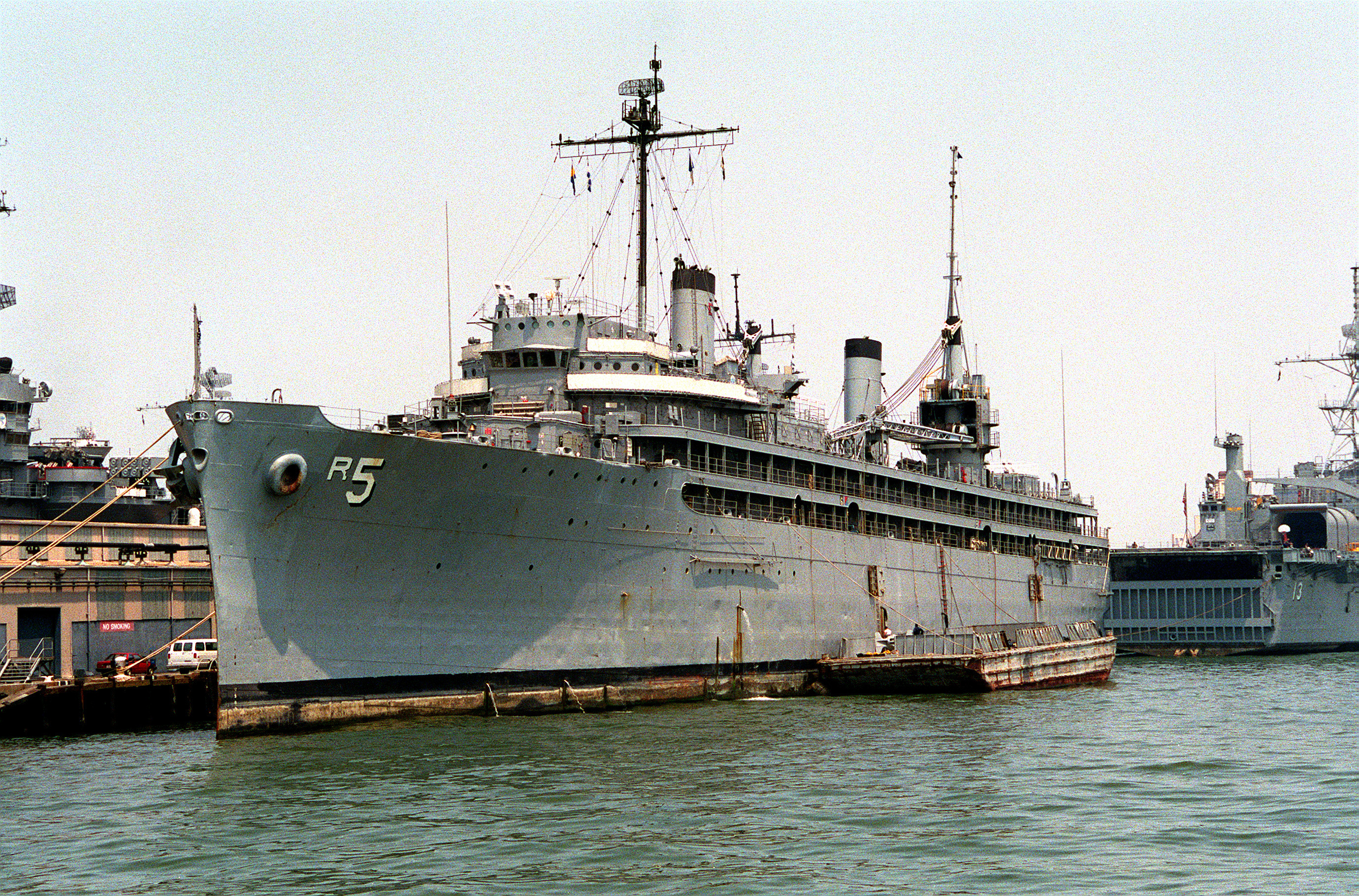
Avec une équipe compétente de réparateurs qualifiés, l'USS Vulcan a été maintenu en bon état pendant une longue période.

La marine américaine a pris conscience de la nécessité de réparer les navires pour maintenir les navires de la flotte asiatique stationnés aux Philippines. Deux charbonniers ont été convertis (USS Prometheus et Vestal) en 1913. L'USS Medusa est spécialement conçu pour cette tâche au chantier naval de Puget Sound en 1923.
- USS Medusa (AR-1)
- USS Bridgeport (AR-2)
- USS Prometheus (AR-3)
- USS Vestal (AR-4)
- USS Vulcan (AR-5)
- USS Ajax (AR-6)
- USS Hector (AR-7)
- USS Jason (AR-8)
- USS Delta (AR-9)
- USS Briareus (AR-12)
- USS Alcor (AR-10)
- USS Rigel (AR-11)
- USS Amphion (AR-13)
- USS Cadmus (AR-14)
- USS Deucalion (AR-15)
- USS Mars (AR-16)
- USS Xanthus (AR-19)
- USS Laertes (AR-20)
- USS Dionysus (AR-21)
- USS Klondike (AR-22)
- USS Markab (AR-23)
- USS Grand Canyon (AR-28)

## Royal Navy

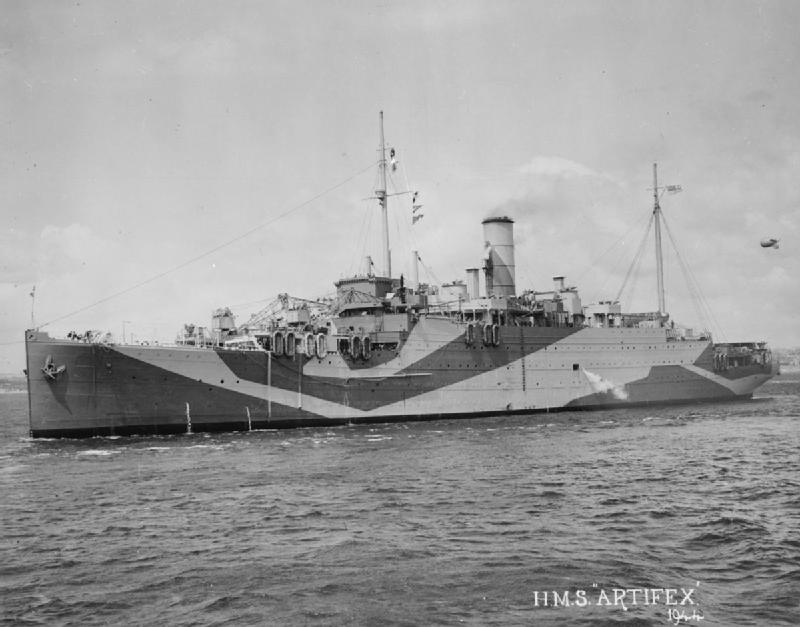
Le HMS Artifex le 20 novembre 1944.

Le HMS Resource a été construit en 1928 et est resté le seul navire de réparation de la Royal Navy spécialement destiné à cette tâche jusqu'au début de la Seconde Guerre mondiale. Les navires suivants ont été convertis pour répondre aux besoins de la guerre :
- HMS Adventure[2]
- HMS Alaunia (F15)[3]
- HMAS Albatross[2]
- HMS Artifex[3]
- RMS Ausonia[3]
- HMS Deer Sound (en)[4]
- HMS Kelantan (F166)[4]
- SS Ranpura[5]
- HMS San Giorgio (ancien croiseur italien San Giorgio)
- HMS Vindictive[2]
- HMS Wayland (F137)[3]
- HMS Westernland (F87)[5]

## Prêt-bail
La classe Xanthus (en) a été conçu selon les spécifications de la Royal Navy par le chantier naval de Bethlehem Fairfield Shipyard (en) en 1944. Seuls les deux premiers ont été prêtés temporairement au Royaume-Uni, les autres ayant été utilisés par l'US Navy :
- AR-17 est devenu HMS Assistance (F173)
- AR-18 est devenu HMS Diligence (F174)
- USS Xanthus devait être le HMS Hecla (F175)
- USS Laertes devait être HMS Dutiful (F176)
- USS Dionysus devait être HMS Faithful (F177)

## Marine impériale japonaise
Le Japon fut conscient de l'importance des navires de réparation pour ses bases insulaires du Pacifique. Le cuirassé pré-dreadnought Asahi fut modifié et remis en service en tant que navire de réparation en 1938. Le navire de réparation spécialement conçu à cet effet, l'Akashi (en), a été lancé en 1938 en tant que prototype destiné à une classe de cinq navires, les quatre autres ayant été annulés au profit d'autres projets de construction plus impératifs en temps de guerre.